# A.C.T
A.C.T ist eine schwedische Progressive-Rock-Band aus Malmö, die im Jahr 1994 unter dem Namen Fairyland gegründet wurde.

## Geschichte
Die Band wurde im Jahr 1994 unter dem Namen Fairyland von Gitarrist Ola Andersson, Schlagzeuger Tomas Erlandsson und Sänger Jens Appelgren gegründet. Kurze Zeit später kam Keyboarder Jerry Sahlin hinzu. Ohne einen Bassisten begann die Band mit den Proben, bis schließlich Simon Niklasson als Bassist zur Band kam und der erste Auftritt folgte. Im Jahr 1995 verließ Appelgren die Band und wurde durch Herman Saming ersetzt. Kurze Zeit später kam Peter Asp als neuer Bassist zur Band. Daraufhin änderte die Gruppe ihren Namen in A.C.T. Daraufhin nahm sie an dem Musikwettbewerb Musik Direkt teil und erreichte dort das Finale. Zwei Lieder, die während des Wettbewerbes aufgenommen, waren später auf einer Kompilation enthalten. Gegen Ende des Jahres wurde ein weiteres Demo in Svedala aufgenommen, jedoch nie veröffentlicht. Im Jahr 1996 nahm die Band ein weiteres Demo auf und veröffentlichte von diesem Tonträger 200 Kopien. Danach nahm die Band erneut am Musik Direkt teil und gewann de Wettbewerb, wodurch die Band zusätzlich Aufmerksamkeit erreichen konnte. Danach folgten diverse Auftritte, wobei die Gruppe auch als Vorband für Yngwie Malmsteen auftrat. Im Jahr 1999 veröffentlichte die Band ihr Debütalbum Today's Report bei MTM Music. Nachdem im Jahr 2001 das Album Imaginary Friends  bei demselben Label veröffentlicht wurde, trat die Band im Jahr 2002 auf dem ProgPower Europe auf. Im Jahr 2003 folgte das nächste Album Last Epic bei Atenzia Records, dem sich Silence im Jahr 2006, veröffentlicht über InsideOut Music, anschloss.

## Stil
Die Band spielt melodischen Progressive Rock, wobei auch vereinzelt Elemente aus dem Metal hörbar sind.

## Diskografie
- 1996: Early Recordings (Demo, Eigenveröffentlichung)
- 1999: Today's Report (Album, MTM Music)
- 2001: Imaginary Friends (Album, MTM Music)
- 2003: Last Epic (Album, Atenzia Records)
- 2006: Silence (Album, InsideOut Music)
- 2014: Circus Pandemonium (Album, Marquee Avalon)